# Lijst van staatshoofden en regeringsleiders in 2019
Deze lijst van staatshoofden en regeringsleiders in 2019 noemt de staatshoofden en regeringsleiders die in 2019 actief waren van de 193 landen die zijn aangesloten bij de Verenigde Naties alsmede Kosovo, Palestina, Taiwan en Vaticaanstad.

## A
| Landsnaam          | Staatshoofd | Regeringsleider |
| ------------------ | --- | --- |
| Afghanistan        | President Ashraf Ghani | Voorzitter Abdullah Abdullah |
| Albanië            | President Ilir Meta | Premier Edi Rama |
| Algerije           | President Abdelaziz Bouteflika (tot 2 april) President Abdelkader Bensalah (waarnemend, van 9 april tot 19 december) President Abdelmadjid Tebboune (vanaf 19 december) | Premier Ahmed Ouyahia (tot 12 maart) Premier Noureddine Bedoui (van 12 maart tot 19 december) Premier Sabri Boukadoum (waarnemend, van 19 december tot 28 december) Premier Abdelaziz Djerad (vanaf 28 december) |
| Andorra            | Coprins Joan Enric Vives i Sicília Coprins Emmanuel Macron | Premier Antoni Martí (tot 16 mei) Premier Xavier Espot Zamora (vanaf 16 mei) |
| Angola             | President João Lourenço | President João Lourenço |
| Antigua en Barbuda | Koningin Elizabeth II | Premier Gaston Browne |
| Argentinië         | President Mauricio Macri (tot 10 december) President Alberto Fernández (vanaf 10 december)                                                                              | President Mauricio Macri (tot 10 december) President Alberto Fernández (vanaf 10 december) |
| Armenië            | President Armen Sarkisian | Premier Nikol Pasjinian |
| Australië          | Koningin Elizabeth II | Premier Scott Morrison |
| Azerbeidzjan       | President İlham Əliyev | Premier Novruz Məmmədov (tot 8 oktober) Premier Ali Asadov (vanaf 8 oktober) |

## B
| Landsnaam             | Staatshoofd | Regeringsleider                                                                                     |
| --------------------- | --- | --------------------------------------------------------------------------------------------------- |
| Bahama's              | Koningin Elizabeth II | Premier Hubert Minnis                                                                               |
| Bahrein               | Koning Hamad bin Isa Al Khalifa                                                                                           | Premier Sheikh Khalifa bin Salman Al Khalifa                                                        |
| Bangladesh            | President Abdul Hamid | Premier Sjeik Hasina Wajed                                                                          |
| Barbados              | Koningin Elizabeth II | Premier Mia Mottley                                                                                 |
| België                | Koning Filip | Premier Charles Michel (tot 27 oktober) Premier Sophie Wilmès (vanaf 27 oktober)                    |
| Belize                | Koningin Elizabeth II | Premier Dean Barrow                                                                                 |
| Benin                 | President Patrice Talon                                                                                                   | President Patrice Talon                                                                             |
| Bhutan                | Koning Jigme Khesar Namgyel Wangchuk                                                                                      | Premier Lotay Tshering                                                                              |
| Bolivia               | President Evo Morales (tot 10 november) President Jeanine Áñez (waarnemend, vanaf 12 november)                            | President Evo Morales (tot 10 november) President Jeanine Áñez (waarnemend, vanaf 12 november)      |
| Bosnië en Herzegovina | Drie-presidentschap: Milorad Dodik (voorzitter tot 20 juli), Šefik Džaferović en Željko Komšić (voorzitter vanaf 20 juli) | Premier Denis Zvizdić (tot 5 december) Premier Zoran Tegeltija (vanaf 5 december)                   |
| Botswana              | President Mokgweetsi Masisi                                                                                               | President Mokgweetsi Masisi                                                                         |
| Brazilië              | President Jair Bolsonaro                                                                                                  | President Jair Bolsonaro                                                                            |
| Brunei                | Sultan en premier Hassanal Bolkiah                                                                                        | Sultan en premier Hassanal Bolkiah                                                                  |
| Bulgarije             | President Rumen Radev | Premier Bojko Borisov                                                                               |
| Burkina Faso          | President Roch Marc Christian Kaboré                                                                                      | Premier Paul Kaba Thieba (tot 19 januari) Premier Christophe Joseph Marie Dabiré (vanaf 24 januari) |
| Burundi               | President Pierre Nkurunziza                                                                                               | President Pierre Nkurunziza                                                                         |

## C
| Landsnaam                     | Staatshoofd | Regeringsleider |
| ----------------------------- | --- | --- |
| Cambodja                      | Koning Norodom Sihamoni | Premier Hun Sen |
| Canada                        | Koningin Elizabeth II | Premier Justin Trudeau |
| Centraal-Afrikaanse Republiek | President Faustin-Archange Touadéra | Premier Simplice Sarandji (tot 27 februari) Premier Firmin Ngrébada (vanaf 27 februari)                                                                    |
| Chili                         | President Sebastián Piñera | President Sebastián Piñera |
| China                         | President Xi Jinping | Premier Li Keqiang |
| Colombia                      | President Iván Duque | President Iván Duque |
| Comoren                       | President Azali Assoumani (tot 13 februari) President Moustadroine Abdou (waarnemend, van 13 februari tot 26 mei) President Azali Assoumani (vanaf 26 mei) | President Azali Assoumani (tot 13 februari) President Moustadroine Abdou (waarnemend, van 13 februari tot 26 mei) President Azali Assoumani (vanaf 26 mei) |
| Congo-Brazzaville             | President Denis Sassou-Nguesso | Premier Clément Mouamba |
| Congo-Kinshasa                | President Joseph Kabila (tot 24 januari) President Félix Tshisekedi (vanaf 24 januari)                                                                     | Premier Bruno Tshibala (tot 7 september) Premier Sylvestre Ilunga (vanaf 7 september)                                                                      |
| Costa Rica                    | President Carlos Alvarado Quesada | President Carlos Alvarado Quesada |
| Cuba                          | President Miguel Díaz-Canel | Premier Manuel Marrero Cruz (vanaf 21 december) |
| Cyprus                        | President Nikos Anastasiadis | President Nikos Anastasiadis |

## D
| Landsnaam              | Staatshoofd                       | Regeringsleider                                                                      |
| ---------------------- | --------------------------------- | ------------------------------------------------------------------------------------ |
| Denemarken             | Koningin Margarethe II            | Premier Lars Løkke Rasmussen (tot 27 juni) Premier Mette Frederiksen (vanaf 27 juni) |
| Djibouti               | President Ismaïl Omar Guelleh     | Premier Abdoulkader Kamil Mohamed                                                    |
| Dominica               | President Charles Savarin         | Premier Roosevelt Skerrit                                                            |
| Dominicaanse Republiek | President Danilo Medina           | President Danilo Medina                                                              |
| Duitsland              | President Frank-Walter Steinmeier | Bondskanselier Angela Merkel                                                         |

## E
| Landsnaam          | Staatshoofd                                                                         | Regeringsleider                                                                     |
| ------------------ | ----------------------------------------------------------------------------------- | ----------------------------------------------------------------------------------- |
| Ecuador            | President Lenín Moreno                                                              | President Lenín Moreno                                                              |
| Egypte             | President Abdul Fatah al-Sisi                                                       | Premier Moustafa Madbouly                                                           |
| El Salvador        | President Salvador Sánchez Cerén (tot 1 juni) President Nayib Bukele (vanaf 1 juni) | President Salvador Sánchez Cerén (tot 1 juni) President Nayib Bukele (vanaf 1 juni) |
| Equatoriaal-Guinea | President Teodoro Obiang Nguema Mbasogo                                             | Premier Francisco Pascual Obama Asue                                                |
| Eritrea            | President Isaias Afewerki                                                           | President Isaias Afewerki                                                           |
| Estland            | President Kersti Kaljulaid                                                          | Premier Jüri Ratas                                                                  |
| Ethiopië           | President Sahle-Work Zewde                                                          | Premier Abiy Ahmed                                                                  |

## F
| Landsnaam  | Staatshoofd               | Regeringsleider |
| ---------- | ------------------------- | --- |
| Fiji       | President George Konrote  | Premier Frank Bainimarama                                                                                                 |
| Filipijnen | President Rodrigo Duterte | President Rodrigo Duterte                                                                                                 |
| Finland    | President Sauli Niinistö  | Premier Juha Sipilä (tot 6 juni) Premier Antti Rinne (van 6 juni tot 10 december) Premier Sanna Marin (vanaf 10 december) |
| Frankrijk  | President Emmanuel Macron | Premier Édouard Philippe                                                                                                  |

## G
| Landsnaam     | Staatshoofd | Regeringsleider                                                                                  |
| ------------- | --- | ------------------------------------------------------------------------------------------------ |
| Gabon         | President Ali Bongo Ondimba | Premier Emmanuel Issoze-Ngondet (tot 12 januari) Premier Julien Nkoghe Bekale (vanaf 12 januari) |
| Gambia        | President Adama Barrow | President Adama Barrow                                                                           |
| Georgië       | President Salome Zoerabisjvili | Premier Mamoeka Bachtadze (tot 2 september) Premier Giorgi Gacharia (vanaf 8 september)          |
| Ghana         | President Nana Akufo-Addo | President Nana Akufo-Addo                                                                        |
| Grenada       | Koningin Elizabeth II | Premier Keith Mitchell                                                                           |
| Griekenland   | President Prokopis Pavlopoulos | Premier Alexis Tsipras (tot 8 juli) Premier Kyriakos Mitsotakis (vanaf 8 juli)                   |
| Guatemala     | President Jimmy Morales | President Jimmy Morales                                                                          |
| Guinee        | President Alpha Condé | Premier Ibrahima Kassory Fofana                                                                  |
| Guinee-Bissau | President José Mário Vaz (tot 23 juni) President Cipriano Cassamá (waarnemend, van 27 juni tot 29 juni) President José Mário Vaz (vanaf 29 juni) | Premier Aristides Gomes                                                                          |
| Guyana        | President David Granger | Premier Moses Nagamootoo                                                                         |

## H
| Landsnaam | Staatshoofd                      | Regeringsleider                                                                                |
| --------- | -------------------------------- | ---------------------------------------------------------------------------------------------- |
| Haïti     | President Jovenel Moïse          | Premier Jean-Henry Céant (tot 21 maart) Premier Jean-Michel Lapin (waarnemend, vanaf 21 maart) |
| Honduras  | President Juan Orlando Hernández | President Juan Orlando Hernández                                                               |
| Hongarije | President János Áder             | Premier Viktor Orbán                                                                           |

## I
| Landsnaam | Staatshoofd                            | Regeringsleider              |
| --------- | -------------------------------------- | ---------------------------- |
| Ierland   | President Michael D. Higgins           | Taoiseach Leo Varadkar       |
| IJsland   | President Guðni Thorlacius Jóhannesson | Premier Katrín Jakobsdóttir  |
| India     | President Ram Nath Kovind              | Premier Narendra Modi        |
| Indonesië | President Joko Widodo                  | President Joko Widodo        |
| Irak      | President Barham Salih                 | Premier Adil Abdul-Mahdi     |
| Iran      | Ayatollah Ali Khamenei                 | President Hassan Rohani      |
| Israël    | President Reuven Rivlin                | Premier Benjamin Netanyahu   |
| Italië    | President Sergio Mattarella            | Premier Giuseppe Conte       |
| Ivoorkust | President Alassane Ouattara            | Premier Amadou Gon Coulibaly |

## J
| Landsnaam | Staatshoofd                                                 | Regeringsleider                |
| --------- | ----------------------------------------------------------- | ------------------------------ |
| Jamaica   | Koningin Elizabeth II                                       | Premier Andrew Holness         |
| Japan     | Keizer Akihito (tot 30 april) Keizer Naruhito (vanaf 1 mei) | Premier Shinzo Abe             |
| Jemen     | President Abd Rabbuh Mansur Al-Hadi                         | Premier Maeen Abdulmalik Saeed |
| Jordanië  | Koning Abdoellah II                                         | Premier Omar Razzaz            |

## K
| Landsnaam  | Staatshoofd                                                                                      | Regeringsleider                                                                                                   |
| ---------- | ------------------------------------------------------------------------------------------------ | --- |
| Kaapverdië | President Jorge Carlos Fonseca                                                                   | Premier Ulisses Correia e Silva                                                                                   |
| Kameroen   | President Paul Biya                                                                              | Premier Philémon Yang (tot 4 januari) Premier Joseph Dion Ngute (vanaf 4 januari)                                 |
| Kazachstan | President Noersoeltan Nazarbajev (tot 19 maart) President Kassym-Jomart Tokajev (vanaf 19 maart) | Premier Bakhytzhan Sagintayev (tot 21 februari) Premier Askar Mamin (vanaf 21 februari)                           |
| Kenia      | President Uhuru Kenyatta                                                                         | President Uhuru Kenyatta                                                                                          |
| Kirgizië   | President Sooronbaj Zjeenbekov                                                                   | Premier Muhammetkaliy Abulgaziyev                                                                                 |
| Kiribati   | President Taaneti Mamau                                                                          | President Taaneti Mamau                                                                                           |
| Koeweit    | Emir Sabah Al-Ahmad Al-Jaber Al-Sabah                                                            | Premier Jaber Al-Mubarak Al-Hamad Al-Sabah (tot 19 november) Premier Sabah Al-Khalid Al-Sabah (vanaf 19 november) |
| Kosovo     | President Hashim Thaçi                                                                           | Premier Ramush Haradinaj                                                                                          |
| Kroatië    | President Kolinda Grabar-Kitarović                                                               | Premier Andrej Plenković                                                                                          |

## L
| Landsnaam                                    | Staatshoofd                                                                          | Regeringsleider                                                                             |
| -------------------------------------------- | ------------------------------------------------------------------------------------ | ------------------------------------------------------------------------------------------- |
| Laos                                         | President Bounnhang Vorachith                                                        | Premier Thongloun Sisoulith                                                                 |
| Lesotho                                      | Koning Letsie III                                                                    | Premier Tom Thabane                                                                         |
| Letland                                      | President Raimonds Vējonis (tot 8 juli) President Egils Levits (vanaf 8 juli)        | Premier Māris Kučinskis (tot 23 januari) Premier Arturs Krišjānis Kariņš (vanaf 23 januari) |
| Libanon                                      | President Michel Aoun                                                                | Premier Saad Hariri                                                                         |
| Liberia                                      | President George Weah                                                                | President George Weah                                                                       |
| Libië (internationaal erkende regering)      | Voorzitter van de presidentiële raad en premier Fayez al-Sarraj                      | Voorzitter van de presidentiële raad en premier Fayez al-Sarraj                             |
| Libië (internationaal niet-erkende regering) | Voorzitter van de Raad van Afgevaardigden Aguila Saleh Issa                          | Premier Abdullah al-Thani                                                                   |
| Liechtenstein                                | Prins Hans Adam II                                                                   | Hoofd van de regering Adrian Hasler                                                         |
| Litouwen                                     | President Dalia Grybauskaitė (tot 12 juli) President Gitanas Nausėda (vanaf 12 juli) | Premier Saulius Skvernelis                                                                  |
| Luxemburg                                    | Groothertog Hendrik                                                                  | Premier Xavier Bettel                                                                       |

## M
| Landsnaam                   | Staatshoofd | Regeringsleider |
| --------------------------- | --- | --- |
| Macedonië (tot 12 februari) | President Gjorge Ivanov | Premier Zoran Zaev |
| Madagaskar                  | President Rivo Rakotovao (waarnemend, tot 19 januari) President Andry Rajoelina (vanaf 19 januari)                                                                 | Premier Christian Ntsay                                                                                                |
| Malawi                      | President Peter Mutharika | President Peter Mutharika                                                                                              |
| Malediven                   | President Ibrahim Mohamed Solih | President Ibrahim Mohamed Solih                                                                                        |
| Maleisië                    | Koning Muhammad V van Kelantan (tot 6 januari) Koning Abdullah van Pahang (vanaf 31 januari)                                                                       | Premier Mahathir Mohammed                                                                                              |
| Mali                        | President Ibrahim Boubacar Keïta | Premier Soumeylou Boubèye Maïga (tot 18 april) Premier Boubou Cissé (vanaf 23 april)                                   |
| Malta                       | President Marie-Louise Coleiro Preca (tot 4 april) President George Vella (vanaf 4 april)                                                                          | Premier Joseph Muscat                                                                                                  |
| Marokko                     | Koning Mohammed VI | Premier Saadeddine Othmani                                                                                             |
| Marshalleilanden            | President Hilda Heine | President Hilda Heine                                                                                                  |
| Mauritanië                  | President Mohamed Ould Abdel Aziz (tot 1 augustus) President Mohamed Ould Ghazouani (vanaf 1 augustus)                                                             | Premier Mohamed Salem Ould Béchir (tot 5 augustus) Premier Ismail Ould Bedde Ould Cheikh Sidiya (vanaf 5 augustus)     |
| Mauritius                   | President Barlen Vyapoory (tot 26 november) President Eddy Balancy (waarnemend, van 26 november tot 2 december) President Prithvirajsing Roopun (vanaf 2 december) | Premier Pravind Jugnauth                                                                                               |
| Mexico                      | President Andrés Manuel López Obrador | President Andrés Manuel López Obrador                                                                                  |
| Micronesië                  | President Peter Christian (tot 11 mei) President David Panuelo (vanaf 11 mei)                                                                                      | President Peter Christian (tot 11 mei) President David Panuelo (vanaf 11 mei)                                          |
| Moldavië                    | President Igor Dodon | Premier Pavel Filip (tot 8 juni) Premier Maia Sandu (van 8 juni tot 14 november) Premier Ion Chicu (vanaf 14 november) |
| Monaco                      | Prins Albert II | Minister van Staat Serge Telle                                                                                         |
| Mongolië                    | President Khaltmaagiin Battulga | Premier Ukhnaagiin Khürelsükh                                                                                          |
| Montenegro                  | President Milo Đukanović | Premier Duško Marković                                                                                                 |
| Mozambique                  | President Filipe Nyusi | Premier Carlos Agostinho do Rosário                                                                                    |
| Myanmar                     | President Win Myint | Adviseur van Staat Aung San Suu Kyi                                                                                    |

## N
| Landsnaam                           | Staatshoofd                                                                          | Regeringsleider                                                                      |
| ----------------------------------- | ------------------------------------------------------------------------------------ | ------------------------------------------------------------------------------------ |
| Namibië                             | President Hage Geingob                                                               | Premier Saara Kuugongelwa                                                            |
| Nauru                               | President Baron Waqa (tot 27 augustus) President Lionel Aingimea (vanaf 27 augustus) | President Baron Waqa (tot 27 augustus) President Lionel Aingimea (vanaf 27 augustus) |
| Koninkrijk der Nederlanden          | Koning Willem-Alexander                                                              | Minister-president Mark Rutte                                                        |
| Nepal                               | President Bidhya Devi Bhandari                                                       | Premier Khadga Prasad Oli                                                            |
| Nicaragua                           | President Daniel Ortega                                                              | President Daniel Ortega                                                              |
| Nieuw-Zeeland                       | Koningin Elizabeth II                                                                | Premier Jacinda Ardern                                                               |
| Niger                               | President Mahamadou Issoufou                                                         | Premier Brigi Rafini                                                                 |
| Nigeria                             | President Muhammadu Buhari                                                           | President Muhammadu Buhari                                                           |
| Noord-Korea                         | Voorzitter van de Commissie voor Staatszaken Kim Jong-un                             | Premier Pak Pong-ju (tot 11 april) Premier Kim Jae-ryong (vanaf 11 april)            |
| Noord-Macedonië (vanaf 12 februari) | President Gjorge Ivanov (tot 12 mei) President Stevo Pendarovski (vanaf 12 mei)      | Premier Zoran Zaev                                                                   |
| Noorwegen                           | Koning Harald V                                                                      | Premier Erna Solberg                                                                 |

## O
| Landsnaam   | Staatshoofd                                                                         | Regeringsleider |
| ----------- | ----------------------------------------------------------------------------------- | --- |
| Oeganda     | President Yoweri Museveni                                                           | Premier Ruhakana Rugunda |
| Oekraïne    | President Petro Porosjenko (tot 20 mei) President Volodymyr Zelensky (vanaf 20 mei) | Premier Volodymyr Groysman (tot 29 augustus) Premier Oleksiy Honcharuk (vanaf 29 augustus)                                                                  |
| Oezbekistan | President Sjavkat Mirzijojev                                                        | Premier Abdulla Aripov |
| Oman        | Sultan Qaboes bin Said Al Said                                                      | Sultan Qaboes bin Said Al Said |
| Oost-Timor  | President Francisco Guterres                                                        | Premier Taur Matan Ruak |
| Oostenrijk  | Bondspresident Alexander Van der Bellen                                             | Bondskanselier Sebastian Kurz (tot 28 mei) Bondskanselier Hartwig Löger (waarnemend, van 28 mei tot 3 juni) Bondskanselier Brigitte Bierlein (vanaf 3 juni) |

## P
| Landsnaam           | Staatshoofd                                                                           | Regeringsleider |
| ------------------- | ------------------------------------------------------------------------------------- | --- |
| Pakistan            | President Arif Alvi                                                                   | Premier Imran Khan |
| Palau               | President Tommy Remengesau                                                            | President Tommy Remengesau |
| Palestina           | President Mahmoud Abbas                                                               | Premier Rami Hamdallah (tot 14 april) Premier Mohammad Shtayyeh (vanaf 14 april)                                                                |
| Panama              | President Juan Carlos Varela (tot 1 juli) President Laurentino Cortizo (vanaf 1 juli) | President Juan Carlos Varela (tot 1 juli) President Laurentino Cortizo (vanaf 1 juli)                                                           |
| Papoea-Nieuw-Guinea | Koningin Elizabeth II                                                                 | Premier Peter O'Neill (tot 29 mei) Premier James Marape (vanaf 30 mei)                                                                          |
| Paraguay            | President Mario Abdo Benítez                                                          | President Mario Abdo Benítez |
| Peru                | President Martín Vizcarra                                                             | Premier César Villanueva (tot 8 maart) Premier Salvador del Solar (van 11 maart tot 30 september) Premier Vicente Zeballos (vanaf 30 september) |
| Polen               | President Andrzej Duda                                                                | Premier Mateusz Morawiecki |
| Portugal            | President Marcelo Rebelo de Sousa                                                     | Premier António Costa |

## Q
| Landsnaam | Staatshoofd                   | Regeringsleider                                  |
| --------- | ----------------------------- | ------------------------------------------------ |
| Qatar     | Emir Tamim bin Hamad al-Thani | Premier Abdullah bin Nasser bin Khalifa al-Thani |

## R
| Landsnaam | Staatshoofd               | Regeringsleider                                                                   |
| --------- | ------------------------- | --------------------------------------------------------------------------------- |
| Roemenië  | President Klaus Johannis  | Premier Viorica Dăncilă (tot 4 november) Premier Ludovic Orban (vanaf 4 november) |
| Rusland   | President Vladimir Poetin | Premier Dmitri Medvedev                                                           |
| Rwanda    | President Paul Kagame     | Premier Edouard Ngirente                                                          |

## S
| Landsnaam                                                               | Staatshoofd | Regeringsleider |
| ----------------------------------------------------------------------- | --- | --- |
| Saint Kitts en Nevis                                                    | Koningin Elizabeth II | Premier Timothy Harris |
| Saint Lucia                                                             | Koningin Elizabeth II | Premier Allen Chastanet |
| Saint Vincent en de Grenadines                                          | Koningin Elizabeth II | Premier Ralph Gonsalves |
| Salomonseilanden                                                        | Koningin Elizabeth II | Premier Rick Houenipwela (tot 24 april) Premier Manasseh Sogavare (vanaf 24 april) |
| Samoa                                                                   | O le Ao o le Malo Va'aletoa Sualauvi II | Premier Tuilaepa Aiono Sailele Malielegaoi |
| San Marino                                                              | Kapitein-regenten Mirko Tomassoni en Luca Santolini (tot 1 april) Kapitein-regenten Nicola Selva en Michele Muratori (van 1 april tot 1 oktober) Kapitein-regenten Luca Boschi en Mariella Mularoni (vanaf 1 oktober) | Kapitein-regenten Mirko Tomassoni en Luca Santolini (tot 1 april) Kapitein-regenten Nicola Selva en Michele Muratori (van 1 april tot 1 oktober) Kapitein-regenten Luca Boschi en Mariella Mularoni (vanaf 1 oktober) |
| Saoedi-Arabië                                                           | Koning Salman bin Abdoel Aziz al-Saoed | Koning Salman bin Abdoel Aziz al-Saoed |
| Sao Tomé en Principe                                                    | President Evaristo Carvalho | Premier Jorge Bom Jesus |
| Senegal                                                                 | President Macky Sall | Premier Mohammed Dionne (tot 14 mei) |
| Servië                                                                  | President Aleksandar Vučić | Premier Ana Brnabić |
| Seychellen                                                              | President Danny Faure | President Danny Faure |
| Sierra Leone                                                            | President Julius Maada Bio | Eerste minister David Francis |
| Singapore                                                               | President Halimah Yacob | Premier Lee Hsien Loong |
| Slovenië                                                                | President Borut Pahor | Premier Marjan Šarec |
| Slowakije                                                               | President Andrej Kiska (tot 15 juni) President Zuzana Čaputová (vanaf 15 juni) | Premier Peter Pellegrini |
| Soedan                                                                  | President Omar al-Bashir (tot 11 april) Voorzitter van de militaire raad Ahmed Awad Ibn Auf (van 11 april tot 12 april) Voorzitter van de militaire raad Abdel Fattah al-Burhan (vanaf 12 april)                      | Premier Motazz Moussa (tot 23 februari) Premier Mohamed Tahir Ayala (van 23 februari tot 11 april) Premier Abdalla Hamdok (vanaf 21 augustus)                                                                         |
| Somalië                                                                 | President Mohamed Abdullahi Mohamed | Premier Hassan Ali Khayre |
| Spanje                                                                  | Koning Felipe VI | Premier Pedro Sánchez |
| Sri Lanka                                                               | President Maithripala Sirisena (tot 18 november) President Gotabaya Rajapaksa (vanaf 18 november) | Premier Ranil Wickremesinghe (tot 21 november) Premier Mahinda Rajapaksa (vanaf 21 november) |
| Suriname                                                                | President Desi Bouterse | President Desi Bouterse |
| Swaziland                                                               | Koning Mswati III | Premier Ambrose Mandvulo Dlamini |
| Syrië                                                                   | President Bashar al-Assad | Premier Imad Khamis |
| Syrië (deels internationaal erkende regering van de Syrische oppositie) | President Abdurrahman Mustafa (tot 29 juni) President Anas al-Abdah (vanaf 29 juni) | Premier Jawad Abu Hatab (tot 10 maart) Premier Abdurrahman Mustafa (vanaf 30 juni) |

## T
| Landsnaam          | Staatshoofd | Regeringsleider |
| ------------------ | --- | --- |
| Tadzjikistan       | President Emomalii Rachmon | Premier Kokhir Rasulzoda |
| Taiwan             | President Tsai Ing-wen | Premier Lai Ching-te (tot 14 januari) Premier Su Tseng-chang (vanaf 14 januari)                                                                          |
| Tanzania           | President John Magufuli | Premier Kassim Majaliwa |
| Thailand           | Koning Maha Vajiralongkorn Bodindradebayavarangkun | Premier Prayuth Chan-o-cha |
| Togo               | President Faure Eyadéma Gnassingbé | Premier Komi Sélom Klassou |
| Tonga              | Koning Tupou VI | Premier ʻAkilisi Pohiva (tot 12 september) Premier Semisi Sika (waarnemend, van 12 september tot 8 oktober) Premier Pohiva Tuʻiʻonetoa (vanaf 8 oktober) |
| Trinidad en Tobago | President Paula-Mae Weekes | Premier Keith Rowley |
| Tsjaad             | President Idriss Déby | President Idriss Déby |
| Tsjechië           | President Miloš Zeman | Premier Andrej Babiš |
| Tunesië            | President Beji Caid Essebsi (tot 25 juli) President Mohamed Ennaceur (waarnemend, van 25 juli tot 23 oktober) President Kais Saied (vanaf 23 oktober) | Premier Youssef Chahed |
| Turkije            | President Recep Tayyip Erdoğan | President Recep Tayyip Erdoğan |
| Turkmenistan       | President Gurbanguly Berdimuhamedow | President Gurbanguly Berdimuhamedow |
| Tuvalu             | Koningin Elizabeth II | Premier Enele Sopoaga (tot 19 september) Premier Kausea Natano (vanaf 19 september)                                                                      |

## U
| Landsnaam | Staatshoofd              | Regeringsleider          |
| --------- | ------------------------ | ------------------------ |
| Uruguay   | President Tabaré Vázquez | President Tabaré Vázquez |

## V
| Landsnaam                    | Staatshoofd | Regeringsleider |
| ---------------------------- | --- | --- |
| Vanuatu                      | President Tallis Obed Moses                                                                                         | Premier Charlot Salwai                                                                                              |
| Vaticaanstad                 | Paus Franciscus | Voorzitter van de Pauselijke Commissie Giuseppe Bertello                                                            |
| Venezuela                    | President Nicolás Maduro (betwist) Waarnemend president Juan Guaidó (vanaf 23 januari, deels internationaal erkend) | President Nicolás Maduro (betwist) Waarnemend president Juan Guaidó (vanaf 23 januari, deels internationaal erkend) |
| Verenigde Arabische Emiraten | President Sjeik Khalifa bin Zayed Al Nahayan                                                                        | Premier Mohammed bin Rasjid Al Maktoem                                                                              |
| Verenigd Koninkrijk          | Koningin Elizabeth II                                                                                               | Premier Theresa May (tot 24 juli) Premier Boris Johnson (vanaf 24 juli)                                             |
| Verenigde Staten             | President Donald Trump                                                                                              | President Donald Trump                                                                                              |
| Vietnam                      | President Nguyễn Phú Trọng                                                                                          | Premier Nguyễn Xuân Phúc                                                                                            |

## W
| Landsnaam   | Staatshoofd                     | Regeringsleider        |
| ----------- | ------------------------------- | ---------------------- |
| Wit-Rusland | President Aleksandr Loekasjenko | Premier Siarhiej Rumas |

## Z
| Landsnaam   | Staatshoofd | Regeringsleider |
| ----------- | --- | --- |
| Zambia      | President Edgar Lungu | President Edgar Lungu |
| Zimbabwe    | President Emmerson Mnangagwa | President Emmerson Mnangagwa |
| Zuid-Afrika | President Cyril Ramaphosa | President Cyril Ramaphosa |
| Zuid-Korea  | President Moon Jae-in | Premier Lee Nak-yeon |
| Zuid-Soedan | President Salva Kiir Mayardit | President Salva Kiir Mayardit |
| Zweden      | Koning Karel XVI Gustaaf | Premier Stefan Löfven |
| Zwitserland | Bondsraad met als leden: Ueli Maurer (bondspresident vanaf 1 januari), Viola Amherd, Alain Berset, Ignazio Cassis, Karin Keller-Sutter, Guy Parmelin, Simonetta Sommaruga | Bondsraad met als leden: Ueli Maurer (bondspresident vanaf 1 januari), Viola Amherd, Alain Berset, Ignazio Cassis, Karin Keller-Sutter, Guy Parmelin, Simonetta Sommaruga |